# Pelusios williamsi
La tortuga de barro de Williams (Pelusios williamsi) es una especie de tortuga de la familia Pelomedusidae, endémicas de África. Se encuentra en la República Democrática del Congo, Kenia, Tanzania y Uganda en África.

## Subespecies
- P. w. williamsi Laurent,1956-Tortuga de barro del Lago Victoria.
- P. w. laurenti Bour, 1984 - Tortuga de barro de la Isla Ukerewe.
- P. w. lutescens Laurent, 1956 - Tortuga de barro de Albert Nile.